# Ouzous
Ouzous település Franciaországban, Hautes-Pyrénées megyében. Lakosainak száma 206 fő (2022. január 1.). Ouzous Ségus, Agos-Vidalos, Ayzac-Ost, Gez, Ossen, Salles és Sère-en-Lavedan községekkel határos.

## Népesség
A település népességének változása:
| Lakosok száma | 201  | 202  | 216  | 212  | 212  | 219  | 221  | 214  | 206  |
|               | 2013 | 2015 | 2016 | 2017 | 2018 | 2019 | 2020 | 2021 | 2022 |